# VKSZ
A VKSZ (oroszul ВКС, Vintovka Krupnokalibernaja Sznajperszkaja) Vihlop (kipufogó) vagy másik nevén VSZSZK (BCCK, Винтовка Снайперская Специальная Крупнокалиберная [Vintovka Sznajperszkaja Szpecialnaja Krupnokalibernaja]) egy orosz gyártmányú bullpup kialakítású, egyenes húzású tolózáras, tárral ellátott mesterlövészpuska, amely a 12,7×54 mm-es lőszert tüzeli. A nagy kaliberű mesterlövész puskát a tulai Sport- és Vadászfegyverek Központi Tervező Irodája (CKIB SZOO) fejlesztette ki 2002-ben, az orosz Szövetségi Biztonsági Szolgálat (FSZB) speiális műveleti központja megrendelése alapján.
A Vihlop elsődleges feladata az ellenség védett célpontjainak (gépjárművek, golyóállómellényt használó élőerő vagy fedezék mögött lévő célpontok) alacsony zajszintű és torkolattűzmentes megsemmisítése 600 méteres távolságig anélkül, hogy a mesterlövész felfedné pozícióját az ellenség számára. A fegyvernél alkalmazott hangtompítónak köszönhetően a lövéskor kibocsátott hang erőssége mindössze 123 decibel. Lövéskor a lőszer közel 300 m/s csőtorkolati sebességgel hagyja el a fegyvert. Az ellenség célpontjainak hatékony megsemmisítése érdekében a fegyverhez nagy kaliberű, 59 gramm tömegű, megnövelt pontosságú SZC–130PT, valamint 76 gramm tömegű, megnövelt áthatoló képességű SZC–130VPSZ típusú lőszereket alkalmaznak.
Az SZC–130PT típusú lőszer alkalmazása esetén a szórás 25 mm (1 szögperc) 100 méteres távolságból leadott lövések esetén, míg az SZC–130VPSZ típusú lőszer képes a 16 mm-es acélvédelmen történő áthatolásra 200 m-es, valamint az ötös kategóriájú, nehéz golyóállómellényeken való áthatolásra 100 méteres távolságból leadott lövés esetén. A Vihlop mesterlövész puska bullpup kialakítású, integrált hangtompítóval rendelkezik, amely tároláskor, szállításkor és tisztításkor leszerelhető. Ellátták integrált villaállvánnyal, állítható válltámasszal és arctámasszal. A tok felső részét felszerelték irányzéksínnel, emellett található a fegyveren behajtható nyílt irányzék is. Újratöltése kézzel történik, egyenes húzású tolózáras működtetésű, tölténytárjába öt darab töltény fér.